# NGC 5186
NGC 5186 је спирална галаксија у сазвежђу Девица која се налази на NGC листи објеката дубоког неба.
Деклинација објекта је + 12° 10' 31" а ректасцензија 13h 30m 3,9s. Привидна величина (магнитуда) објекта NGC 5186 износи 14,8 а фотографска магнитуда 15,6. NGC 5186 је још познат и под ознакама CGCG 72-103, PGC 47426.